# Baird-Regel
Mit der Baird-Regel, benannt nach N. Colin Baird, lässt sich bestimmen, ob es sich bei einer chemischen Verbindung um ein aromatisches Triplet-Molekül handelt. 
Ein planares, cyclisch durchkonjugiertes Triplet-Molekül ist mit [4n] π-Elektronen besonders stabil und wird als Aromat bezeichnet. Eine analoge Regel für Singulett-Moleküle ist die Hückel-Regel.